# Исокве
Исокве је острво на језеру Мверу у провинцији Луапула у Замбији. Дуго је 7 км, а широко до 2 км. Налази се 5 км удаљено од најближег града Кисикисија.
Исокве је уско, издужено рибарско острво, код мочварне делте реке Лупуале. Трајектом је повезано са Нчеленгом на копну.